# Upp trälar
För Väinö Linnas bok, se Upp, trälar!
Upp trälar är en skiva med - precis som underrubriken lyder - "Kampsånger för frihet och socialism". Skivan är utgiven på förlaget Oktober år 1972. 
Skivan Upp trälar innehåller nästan uteslutande klassiska socialistiska sånger, från Sverige och andra länder. Det är låtar som t.ex. Internationalen, Arbetets söner, den albanska låten Hackan och geväret samt den sovjetiska Allt blir vårt i översättning av Gustav Johansson.
Medverkande är sånggrupperna Arbetets söner & döttrar, Västra Söders sånggrupp, blåsorkestern Röda stjärnan m.fl.
Från skivans baksida.:
"Kampen mot monopolkapitalet, imperialismen och mot undfallenhetspolitiken inför dem tas upp på det ena fältet efter det andra. I takt med erfarenheterna växer framgångarna. Kravet på bättre förhållanden har också trängt in i konsten och kulturen och gett liv och kraft åt den.
En ny kultur håller på att växa fram. Monopolkapitalet har sin kultur - Svensktoppen, TV, annonser, veckotidningar etc, med stjärnkult och lyckodrömmerier som ljuger bort verkligheten och fördummar. Gentemot den kulturen utvecklas arbetarklassens och hela det arbetande folkets kultur. Den utgår från vardagen, folkets liv och arbete och klasskampen."

## Låtlista
1. "Internationalen (3 första verserna)" - 3:50
2. "Upp all världens proletärer" - 2:25
3. "Thälmannkolonnen" - 2:15
4. "Hackan och geväret" - 2:30
5. "Allt blir vårt" - 2:40
6. "Arbetets söner" - 1:42
7. "Röda fanan"[förtydliga] - 2:15
8. "Det unga gardet" - 3:25
9. "Socialismens väg" - 2:23
10. "Sången om reaktionen" - 3:50
11. "Internationalen (3 sista verserna)" - 3:50